# 埃珀海绵科
埃珀海绵科（学名：Esperiopsidae）是异骨海绵目下的一个科。

## 下属分类
本科包括以下属：
- 双巢海绵属 Amphilectus Vosmaer, 1880
- 埃珀海绵属 Esperiopsis Carter, 1882
- Semisuberites Carter, 1877
- Ulosa de Laubenfels, 1936